# Aleksander Juszkiewicz

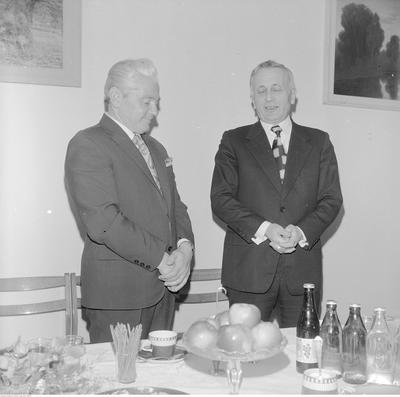
Jubileusz 60-lecia urodzin Aleksandra Juszkiewicza (z lewej) w Naczelnym Komitetcie ZSL, luty 1975. Z prawej wiceprezes NK ZSL Zdzisław Tomal

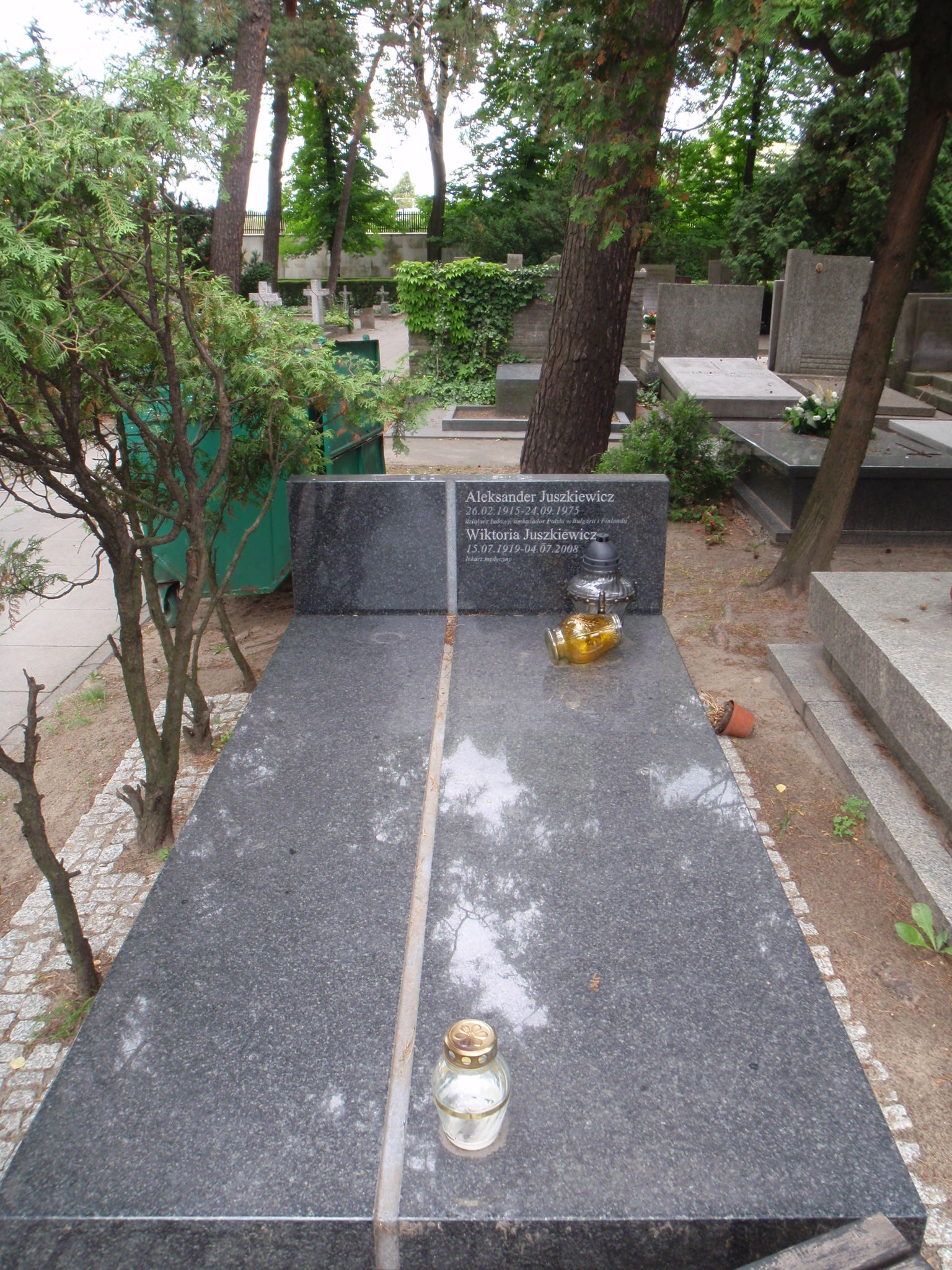
Grób Aleksandra Juszkiewicza na Cmentarzu Wojskowym na Powązkach w Warszawie

Aleksander Juszkiewicz (ur. 26 lutego 1915 we wsi Zaczarna w gminie Chocieńczyce, zm. 24 września 1975 w Warszawie) – polski działacz ruchu ludowego, dyplomata, ekonomista, wiceprzewodniczący Zarządu Głównego Towarzystwa Przyjaźni Polsko-Radzieckiej w 1951 roku. Poseł do Krajowej Rady Narodowej, na Sejm Ustawodawczy i na Sejm PRL I kadencji, w latach 1952–1957 członek Rady Państwa.

## Życiorys
Pochodził z rodziny chłopskiej. W późniejszym wieku (1956–1959) studiował w Szkole Głównej Służby Zagranicznej. Wieloletni członek partii ludowych, członek Stronnictwa Ludowego od 1944, następnie Zjednoczonego Stronnictwa Ludowego. Należał do władz stronnictw – w latach 1944–1949 członek Rady Naczelnej SL, w latach 1948–1949 zastępca sekretarza generalnego Naczelnego Komitetu Wykonawczego SL, w 1949 sekretarz NKW SL; w latach 1949–1973 członek NKW ZSL, w latach 1949–1956 członek Prezydium NKW, w latach 1949–1956 sekretarz NKW, w latach 1954–1956 wiceprzewodniczący Sekretariatu NKW, a w 1956 (lipiec–listopad) wiceprezes Naczelnego Komitetu ZSL. W latach 1947–1949 był sekretarzem Klubu Poselskiego SL w Sejmie Ustawodawczym. Poseł do KRN, na Sejm Ustawodawczy i na Sejm PRL I kadencji, w Sejmie I kadencji przewodniczący Komisji Rolnictwa (1955–1956)
Żołnierz wojny obronnej w rejonie Łęczycy i Kutna. Do maja 1940 w niewoli niemieckiej, skąd uciekł i przedostał się do Związku Radzieckiego. W 1943 współorganizator Związku Patriotów Polskich w Republice Komi następnie sekretarz Republikańskiego Zarządu ZPP, prezes Zarządu Obwodowego ZPP w Kursku, sekretarz generalny Zarządu Głównego ZPP w Moskwie. Od 1946 do 1947 pierwszy sekretarz, a potem radca ambasady RP w Moskwie. W 1944 oficer 1 Armii Wojska Polskiego od specjalnych zleceń.
W latach 1952–1957 członek Rady Państwa, w latach 1955–1957 sekretarz Ogólnopolskiego Komitetu Frontu Narodowego (w latach 1952–1956 członek Prezydium OK FN). Od czerwca 1945 członek Komisji ds. repatriacji Polaków z ZSRR. Od 27 września 1949 przewodniczący Sekretariatu Centralnego Komitetu Jedności Ruchu Ludowego. W latach 1950–1956 sekretarz generalny Polskiego Towarzystwa Przyjaciół ONZ, pod koniec życia wiceprezes Towarzystwa „Polonia”. W latach 1957–1964 ambasador PRL w Bułgarii, w latach 1965–1971 ambasador RP w Finlandii. 
Został pochowany z honorami 26 września 1975 na Cmentarzu Wojskowym na Powązkach w Warszawie (kwatera C 2 Tuje m. 13). W imieniu władz naczelnch ZSL przemówienie wygłosił zastępca przewodniczącego Rady Państwa Józef Ozga-Michalski, a w imieniu MSZ wiceminister spraw zagranicznych Romuald Spasowski.

## Odznaczenia
- Order Sztandaru Pracy I klasy
- Order Krzyża Grunwaldu III klasy (1947)[4]
- Krzyż Komandorski z Gwiazdą Orderu Odrodzenia Polski
- Krzyż Oficerski Orderu Odrodzenia Polski (1946)[5]
- Krzyż Kawalerski Orderu Odrodzenia Polski (1946)